# Metamysidopsis insularis
Metamysidopsis insularis är en kräftdjursart som beskrevs av Brattegard 1970. Metamysidopsis insularis ingår i släktet Metamysidopsis och familjen Mysidae. Inga underarter finns listade i Catalogue of Life.